# Compañía Guipuzcoana de Caracas

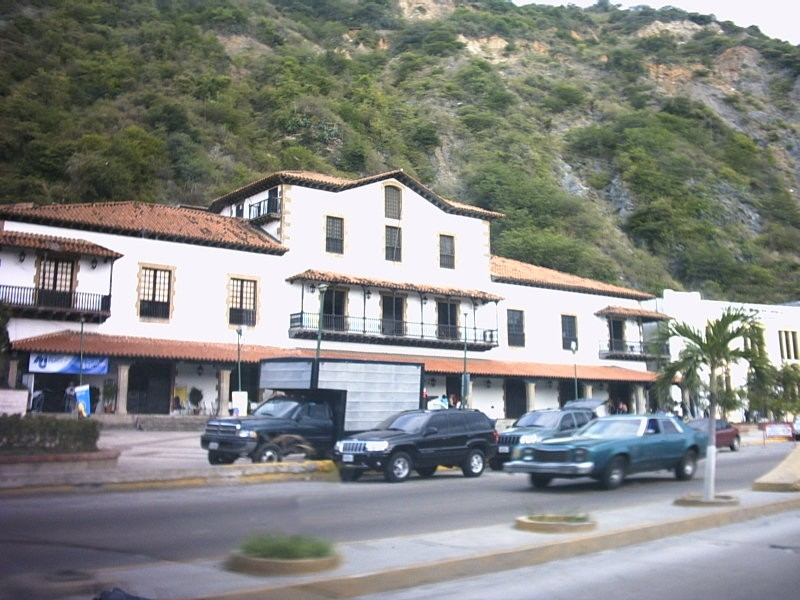
I vecchi edifici della Real Compañía Guipuzcoana de Caracas, situati a La Guaira

La Real Compañía Guipuzcoana de Caracas (Compagnia Reale Gipuzkoana di Caracas) fu una compagnia commerciale spagnola del XVIII secolo, attiva tra il 1728 ed il 1785, che vantava il monopolio del commercio in Venezuela.

## Storia
La compagnia venne fondata nel 1728 da un gruppo di ricchi baschi originari della provincia di Gipuzkoa. L'obbiettivo della compagnia era quello di spezzare il monopolio olandese de facto sul commercio del cacao nella Capitaneria Generale del Venezuela. All'inizio aveva sede a San Sebastián, ed ottenne il decreto reale il 25 settembre 1728 da Filippo V di Spagna. La sua creazione faceva parte delle riforme borboniche, ed era volta all'incentivazione del commercio libero, soprattutto nel campo del tabacco allora gestito lungo il fiume Orinoco soprattutto dagli olandesi.

## Operazioni ed effetti in Venezuela
La Compagnia Guipuzcoana fu l'unico ente cui veniva concesso il permesso di vendere i beni europei nella provincia del Venezuela (o di Caracas) e di esportare prodotti agricoli venezuelani in Spagna. Iniziò ad operare nel 1730, divenendo subito importante grazie al fatto che i porti baschi, a differenza degli altri spagnoli, erano liberi di commerciare con il resto dell'Europa. La compagnia aveva un ruolo di primo piano nella produzione di cacao nelle valli costiere. Questo nuovo settore economico non garantiva grandi profitti solo all'azienda, ma anche ai creoli grazie alla concessione di latifondi, trasformati da questi in piantagioni. Il termine un gran cacao divenne un soprannome per i membri della nuova classe comandante (ed ancora oggi il termine viene usato in modo scherzoso in Venezuela per indicare un VIP). Non aiutò però i piccoli proprietari che continuarono nel loro commercio illegale. Inoltre la compagnia promosse una serie di esplorazioni ed insediamenti nella zona frontiera, soprattutto con la spedizione del 1750-1761 guidata da José de Iturriaga y Aguirre, che portò alla creazione di nuovi insediamenti nella regione della Guayana.
Il fatto che la compagnia controllasse i principali porti di La Guaira e di Puerto Cabello significava che effettivamente monopolizzava il commercio legale delle altre province venezuelane. Inoltre il controllo esercitato dalla compagnia sui beni di importazione gli causò molti nemici. In seguito a molte ribellioni subite dalla compagnia, la più grande delle quali avvenne nel 1749 per opera di Juan Francisco de León, la corona spagnola mise fine al monopolio della Compagnia nel 1785. La corona non vide più la necessità di una compagnia monopolistica che controllasse e facesse sviluppare l'economia, dato che in quel periodo l'economia venezuelana era matura e fortemente legata ai mercati di Spagna e Nuova Spagna, i quali consumavano grandi quantità di cacao. Al suo posto nel 1793 fu istituito a Caracas un consulado de mercaderes ( gilda dei commercianti). I proprietari della Compagnia Guipuzcoana la trasformarono nella Real Compañía de Filipinas.

## Effetti a Gipuzkoa
A parte l'annullamento del monopolio olandese e la creazione di ricchezza nelle città portuali basche, un altro lato positivo dell'esistenza della Compagnia fu la fondazione a Bergara della prima Sociedad Económica de los Amigos del País (una sorta di think tank illuministica) ad opera di Peñaflorida nel 1766.